# Dekanat Weilheim-Schongau

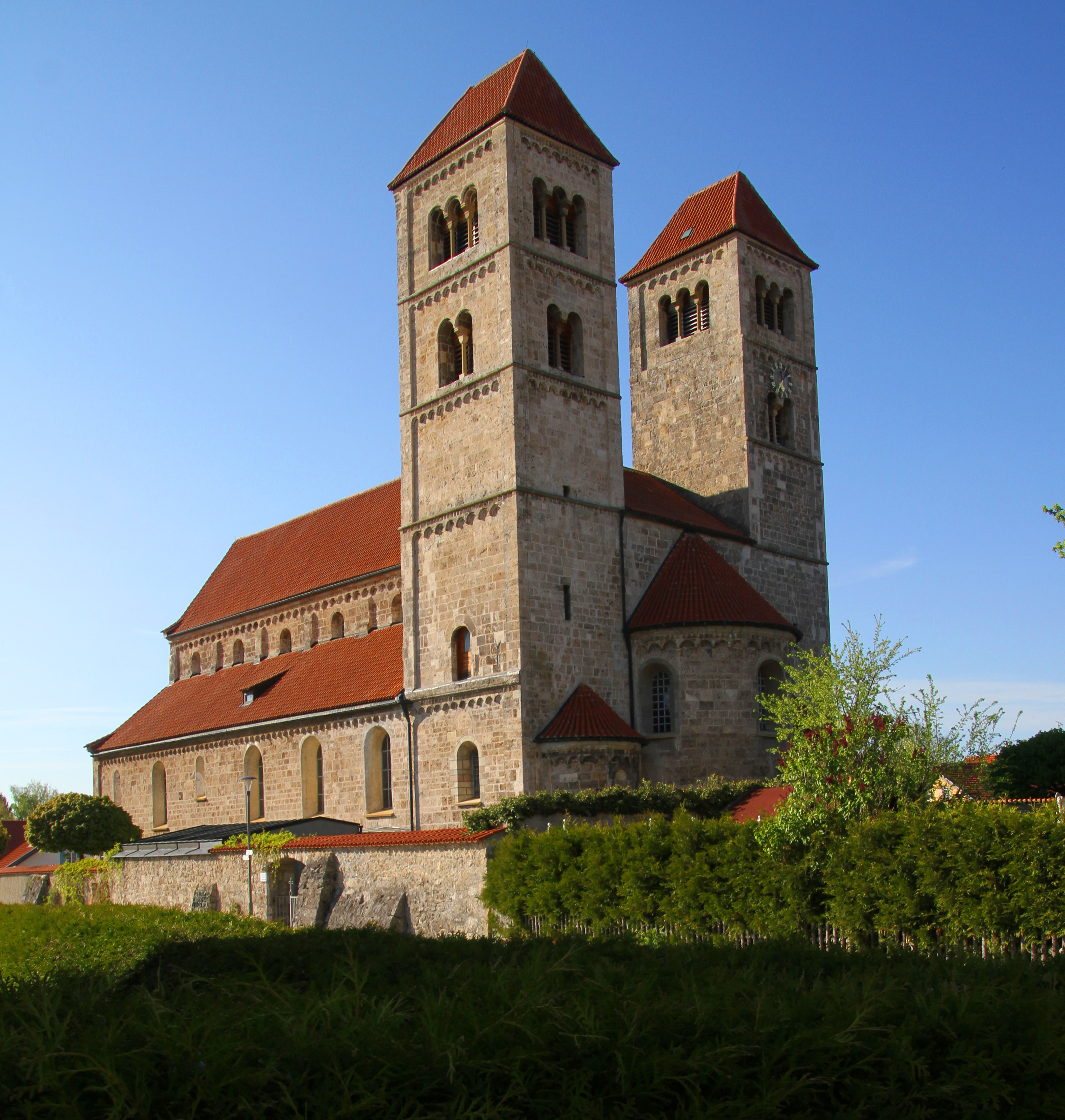
Basilika St. Michael Altenstadt

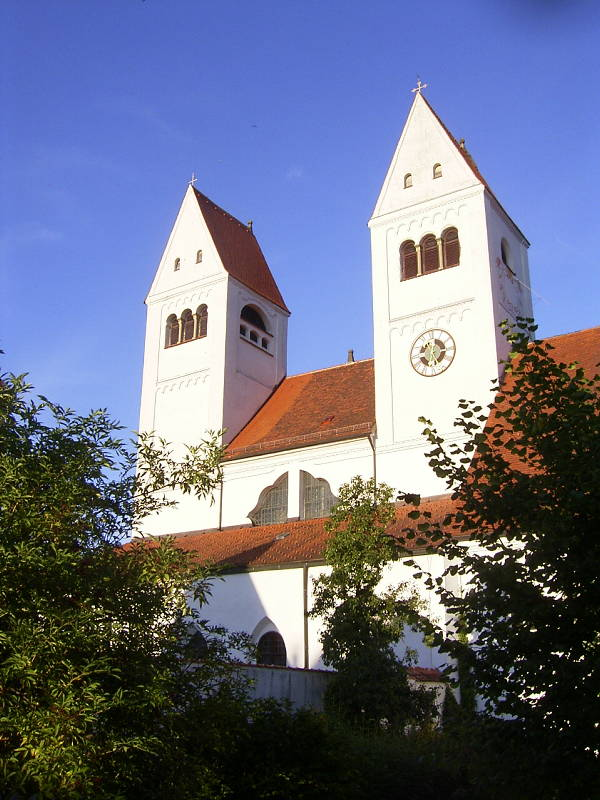
Klosterkirche St. Johannes Baptist Steingaden

Das Dekanat Weilheim-Schongau ist eines von 23 Dekanaten des römisch-katholischen Bistums Augsburg.
Das Dekanat entstand im Zuge der Bistumsreform vom 1. Dezember 2012 durch die Zusammenlegung der früheren Dekanate Weilheim und Schongau. Sitz ist Peißenberg.

## Gliederung
- Pfarreiengemeinschaft Altenstadt

Pfarrei Altenstadt „St. Michael“,
Pfarrei Hohenfurch „Mariä Himmelfahrt“,
Pfarrei Sachsenried „St. Martin“,
Pfarrei Schwabbruck „St. Walburga“,
Pfarrei Schwabniederhofen „Hl. Kreuz“,
Pfarrei Schwabsoien „St. Stephan“;
- Pfarreiengemeinschaft Burggen

Pfarrei Bernbeuren „St. Nikolaus“,
Pfarrei Burggen „St. Stephan“,
Pfarrei Ingenried „St. Georg“,
Pfarrei Tannenberg „St. Oswald“;
- Pfarrei Eberfing „St. Laurentius“;

Untereberfing „Unsere Liebe Frau“,
- Pfarreiengemeinschaft Huglfing

Pfarrei Eglfing „St. Martin“,
Untereglfing „St. Maria im Tal“,
Pfarrei Huglfing „St. Magnus“,
Pfarrei Oberhausen „St. Mauritius“,
Berg „St. Michael“,
- Pfarreiengemeinschaft Pähl-Raisting-Wielenbach

Pfarrei Haunshofen „St. Gallus“,
Filiale Bauerbach „St. Leonhard“,
Pfarrei Pähl St. Laurentius,
Filiale Fischen am See „St. Pankratius“,
Pfarrei Raisting „St. Remigius“,
Pfarrei Wielenbach „St. Peter“,
Filiale Wilzhofen „St. Valentin“;
- Pfarreiengemeinschaft Peißenberg-Forst

Pfarrei Peißenberg-Wörth „St. Barbara“,
Pfarrei Peißenberg „St. Johannes Baptist“,
Pfarrei Forst „St. Leonhard“;
- Pfarrei Polling Heilig Kreuz,

Filiale Oderding „St. Martin“,
Filiale Etting „St. Michael“;
Filiale Etting „St. Andreas“;
- Pfarreiengemeinschaft Schongau

Pfarrei Schongau „Mariä Himmelfahrt“,
Pfarrei Schongau „Verklärung Christi“;
- Pfarreiengemeinschaft Steingaden

Pfarrei Prem „St. Michael“,
Pfarrei Steingaden „St. Johannes Baptist“;
- Pfarreiengemeinschaft Weilheim

Pfarrei Marnbach „St. Michael“,
Filiale Deutenhausen „St. Johannes Baptist“,
Pfarrei Unterhausen „Mariä Heimsuchung“,
Pfarrei Weilheim „Mariä Himmelfahrt“,
Pfarrei Weilheim „St. Pölten (St. Hippolyt)“;
- Wallfahrtskuratie Wies „St. Josef“.